# هشام بوصفیان
هشام بوصفیان (به انگلیسی: Hicham Boussefiane)
بازیکن فوتبال مراکشی است که هم‌اکنون برای باشگاه فوتبال مالاگا در لالیگا بازی می‌کند.

## دوران حرفه‌ای
هشام بوصفیان در سال ۲۰۱۶ از آکادمی فوتبال محمد ششم به باشگاه فوتبال جوانان مالاگا پیوست.
هشام بوصفیان اولین بازی خود را برای تیم اصلی در ۱۸ آگوست ۲۰۱۸ انجام داد و به عنوان بازیکن تعویضی در نیمه دوم به‌جای رناتو سانتوس در برد خارج از خانه مقابل باشگاه فوتبال لوگو در مسابقات قهرمانی سگوندا دیویژن به میدان رفت.
او اولین گل حرفه ای خود را در ۱۵ سپتامبر همان سال، در جریان پیروزی سه بر صفر مقابل باشگاه فوتبال کوردوبا به ثمر رساند، وی زننده گل آخر بود.